# 羅謝沙尼耶峰

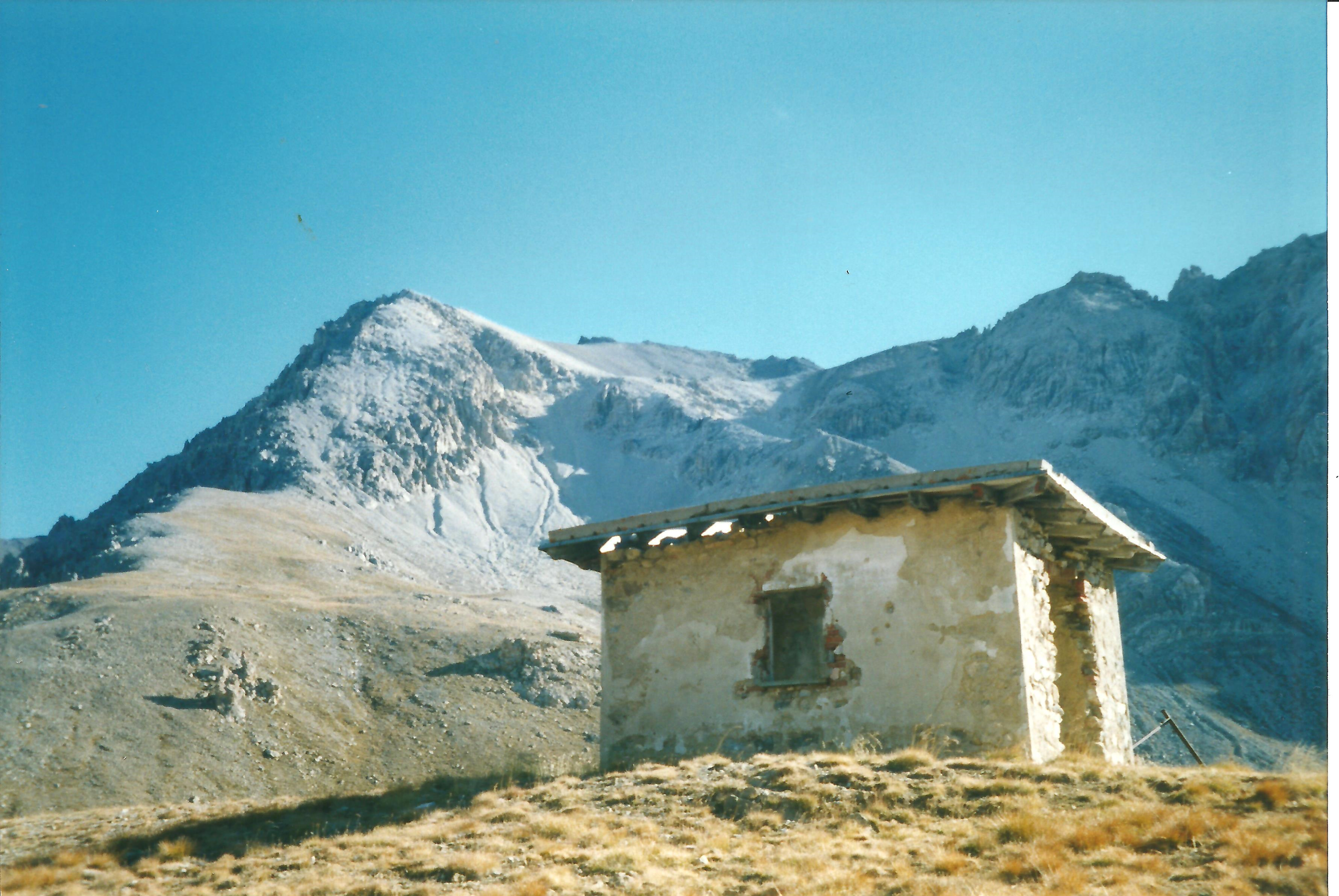

44°59′15″N 6°44′07″E / 44.98737°N 6.73520°E
羅謝沙尼耶峰（法語：Punta Rochers Charniers），是法國的山峰，位於該國東南部，由上阿爾卑斯省負責管轄，屬於科蒂安阿爾卑斯山脈中塞爾斯山的一部分，毗鄰法貝通峰，海拔高度3,063米。